# Секигане
Секигане (јап. 関金町) је варош у Јапану у области Тохаку, префектура Тотори. 
По попису из 2003. године, град је имао 4.160 становника и густину насељености од 42,60 становника по км². Укупна површина је 97,65 км².
22. марта 2005. године, Секигане је спојен у проширени град Курајоши.